# Liparis gibbosa
Liparis gibbosa är en orkidéart som beskrevs av Achille Eugène Finet. Liparis gibbosa ingår i släktet gulyxnen, och familjen orkidéer. Inga underarter finns listade i Catalogue of Life.